# Mark Buckland
Mark Christopher Buckland (Cheltenham, 18 agosto 1961) è un ex calciatore inglese, di ruolo difensore o centrocampista.

## Carriera
Nella stagione 1983-1984 ha giocato 15 partite nella prima divisione inglese con il Wolverhampton, con cui poi ha anche messo a segno 5 reti in 35 partite in seconda divisione durante la stagione 1984-1985; entrambe le stagioni in questione (le sue uniche in carriera in campionati professionistici) si sono chiuse con una retrocessione dei Wolves.

## Palmarès

### Club

#### Competizioni nazionali
- Southern Football League: 1

Leamington: 1982-1983
- Southern Football League Cup: 1

Leamington: 1983-1984
- FA Trophy: 1

Kidderminster Harriers: 1986-1987

#### Competizioni regionali
- Worcestershire Senior Cup: 1

Kidderminster Harriers: 1985-1986
- Midland Floodlit Cup: 1

Cheltenham Town: 1987-1988